# Apoštolský exarchát
Apoštolský exarchát územní administrativní jednotka některých východních katolických církví sui iuris. Jedná se o předstupeň eparchie (diecéze) a odpovídá apoštolskému vikariátu latinské církve, neboť není součástí metropole a v jejím čele stojí biskup. Je podřízena přímo papeži. Podobnou administrativní jednotkou je arcibiskupský exarchát, který je závislý na arcibiskupovi maior. Pokud je závislost bezprostředně na patriarchovi, mluví se o patriarchálním exarchátu.

## Aktuální stav
Na počátku 21. století existují apoštolské exarcháty:
1. Melchitský apoštolský exarchát ve Venezuele (Melchitská řeckokatolická církev)
2. Melchitský apoštolský exarchát v Argentině (Melchitská řeckokatolická církev)
3. Syrský apoštolský exarchát ve Venezuele (Syrská katolická církev)
4. Apoštolský exarchát v České republice
5. Apoštolský exarchát v Latinské Americe a Mexiku (Arménská katolická církev)
6. Melchitský apoštolský exarchát v Argentině (Melchitská řeckokatolická církev)
7. Apoštolský exarchát v Konstantinopoli (Řecká katolická církev)
8. Apoštolský exarchát v Německu a Skandinávii (Ukrajinská řeckokatolická církev)
9. Apoštolský exarchát v Řecku (Řecká katolická církev)
10. Apoštolský exarchát Charbin (Čína) (Ruská řeckokatolická církev)
11. Apoštolský exarchát v Rusku (Ruská řeckokatolická církev)
12. Apoštolský exarchát Kolumbie (vznikl 2016, Maronitská katolická církev)
13. Apoštolský exarchát Itálie (vznikl 2018, Ukrajinská řeckokatolická církev)

## Povýšení po roce 2000
- Apoštolský exarchát Kyjev-Vyšhorod byl 6. prosince 2004 povýšen na archieparchii kyjevskou.
- Košický apoštolský exarchát byl 30. ledna 2008 povýšen na košickou eparchii.
- Apoštolský exarchát ve Velké Británii byl 18. ledna 2013 povýšen na eparchii Svaté Rodiny v Londýně.
- Apoštolský exarchát ve Francii byl 19. ledna 2013 povýšen na pařížskou eparchii byzantské ukrajinské církve svatého Vladimíra Velikého.
- Apoštolský exarchát Miskolc byl 19. března 2015 povýšen na Eparchii Miskolc.
- Syrsko-malankarský apoštolský exarchát ve Spojených státech amerických byl dne 4. ledna 2016 povýšen na Eparchii Panny Marie Královny míru.
- Apoštolský exarchát v Západní a Střední Africe  byl dne 22. února 2018 povýšen na Eparchii Zvěstování.
- Apoštolský exarchát v Makedonii byl dne 31. května 2018 povýšen na Eparchii Panny Marie Nanebevzaté ve Strumici-Skopje
- Apoštolský exarchát v Srbsku a Černé Hoře byl dne 6. prosince 2018 povýšen na Eparchii sv. Mikuláše v Ruski Krstur.
- Apoštolský exarchát Sofie byl dne 11. října 2019 povýšen na Eparchii sv. Jana XXIII. v Sofii.